# デジタル庁設置法
デジタル庁設置法（デジタルちょうせっちほう、令和3年5月19日法律第36号）は、デジタル庁に関する法律で、国家行政組織法に対する特別法である。
デジタル庁の設置ならびに任務およびこれを達成するため必要となる明確な範囲の所掌事務を定めるとともに、その所掌する行政事務を能率的に遂行するため必要な組織に関する事項を定めることを目的とする（第1条）。
2021年（令和3年）9月1日に施行された（附則1条）。

## 構成
- 第一章　総則（第一条）
- 第二章　デジタル庁の設置並びに任務及び所掌事務（第二条―第四条）
- 第三章　組織
  - 第一節　通則（第五条）
  - 第二節　デジタル庁の長及びデジタル庁に置かれる特別な職（第六条―第十二条）
  - 第三節　デジタル庁に置かれる職（第十三条）
  - 第四節　デジタル社会推進会議（第十四条・第十五条）
  - 第五節　雑則（第十六条）
- 第四章　雑則（第十七条・第十八条）
- 附則